# Helmut Ettl
Helmut Ettl (* 23. August 1965 in Linz) ist ein österreichischer Volkswirt und europäischer Banken- und Finanzfachmann.

## Leben
Helmut Ettl wuchs in Linz auf und sein Vater war kaufmännischer Angestellter beim Konsum. In seiner Jugend war Ettl in der Sozialistischen Jugend Österreich beziehungsweise in der Schülerbewegung sehr aktiv und Schul- und Landesschulsprecher. Er war Mitbegründer des Linzer Kulturzentrums Kapu (ein Zentrum für Independent Music bzw. Punk-Musik). Nach eigenen Angaben wollte er Aufdeckungsjournalist werden. Helmut Ettl schloss das Studium der Volkswirtschaftslehre an der Johannes Kepler-Universität in Linz ab.
1995 erfolgte sein Eintritt in die Oesterreichische Nationalbank in die „Abteilung für die Analyse wirtschaftlicher Entwicklungen im Ausland“ mit Arbeitsschwerpunkt Analyse der wirtschaftlichen Entwicklung Westeuropas. Im Jahr 2000 wurde er zum Direktionsassistenten und im Jahr darauf zum stellvertretenden Abteilungsleiter der Abteilung für Bankenanalyse und -revision ernannt. Nach Aufenthalten beim Internationalen Währungsfonds in Washington und bei der EU-Kommission in Brüssel absolvierte er die London School of Economics. 2003 kam es zu seiner Ernennung zum Abteilungsleiter der Abteilung für Bankenanalyse und -revision. Größtes erfolgreiches dort von ihm geleitete Projekt war die Sonderprüfung der BAWAG P.S.K. Dabei wurden die Umstände des Blitzkredits an Refco aufgezeigt, durch die letztlich die weiteren Karibik-Geschäfte und andere Ungereimtheiten in der damaligen Gewerkschaftsbank aufflogen.
Seit dem Jahr 2008 bzw. seit den Verlängerungen in den Jahren 2013, 2017 und 2022 ist Ettl Vorstandsdirektor der österreichischen Finanzmarktaufsichtsbehörde (FMA), seit 2011 Mitglied im „Rat der Aufseher“ (Board of Supervisors) der Europäischen Bankenaufsichtsbehörde (EBA) und im Europäischen Ausschuss für Systemrisiken (ESRB) und seit 2014 Mitglied im Aufsichtsgremium (Supervisory Board) der Bankenaufsicht (SSM) der Europäischen Zentralbank (EZB).
Die Dimension der Geldwäsche-Enthüllungen in Panama („Panama-Papers“) bezeichnet er als einen riesigen gesellschaftlichen Skandal, weil acht bis zehn Prozent des Geldes dieser Welt auf diese Weise der Gesellschaft ganz klar entzogen wird, während der normale Steuerzahler brav seine Steuern zahlt. Zu Geldwäsche gibt es laut Ettl „Null Toleranz“. Hinsichtlich der digitalen Währung Bitcoin sieht Ettl Ähnlichkeiten zur Tulpenzwiebelblase in Holland im 17. Jahrhundert. Grundsätzlich verweist er auf die zunehmend fragile Lage des europäischen Finanzmarktes im Hinblick auf den Brexit, eine Wende in der Geldpolitik, EU-Länder, die sich nicht an Regeln halten, Handelsstreitereien aber auch weltweite Cyberattacken.

Hinsichtlich der Lehman-Brothers-Pleite beurteilte Ettl die damalige Situation: 

„Die zwei wichtigsten Refinanzierungsbanken, die Schweizer UBS und die Credit Suisse, wären nach der Lehman-Pleite fast in die Luft geflogen. Damit war der Schweizer-Franken-Markt für Geschäftsbanken über Nacht völlig ausgetrocknet, und es wäre keine Anschlussfinanzierung mehr gegeben gewesen.“

 Die damit gegebene sehr dramatische Notlage der österreichischen Banken konnte erst in einer der zahllosen Eilkonferenzen dieser Tage der FMA, der Oesterreichischen Nationalbank (OeNB), der EZB und der Schweizerischen Nationalbank wiederhergestellt werden.
Im Juli 2023 löste er Jo Swyngedouw als stellvertretender Vorsitzender der Europäischen Bankenaufsichtsbehörde (EBA) ab.